# Дёмин, Василий Фадеевич
Василий Фадеевич Дёмин (10 [23] января 1912, Касимовский район, Рязанский округ — 15 октября 1990, Подольск, Московская область) — советский художник, один из основоположников изобразительного искусства и основатель Союза художников в Тувинской Народной Республике. Пейзажист, портретист, живописец, автор марок, книжных иллюстраций и плакатов, в том числе — плакатов военного времени. Заслуженный деятель литературы и искусства Тувинской АССР. Автор обелиска «Центр Азии».

## Биография
Дёмин Василий Фадеевич родился 10 января 1912 года в деревне Акишино Касимовского района Рязанской области. Закончил Рязанский художественно-педагогический техникум, затем Московский государственный художественный институт повышения квалификации. Проходил обучение у художника Бакшеева В. Н.
Летом 1941 г. по направлению Комитета по делам искусств СССР приехал в Кызыл способствовать развитию изобразительного искусства и выявлению талантливой молодёжи. Спустя год получает должность заведующий отделом изобразительного искусства при Правительстве ТНР. Вместе с С. К. Ланзы становится основателем самостоятельной творческой организации — Союз художников Тувы (1965). Благодаря ему оформлялись многие праздничные мероприятия, писались портреты руководителей партии и правительства ТНР, декорации к спектаклям национального театра. В эти годы он преподавал рисование в школе, организовал изостудию в учебном комбинате (ныне средняя школа № 2), проводил первые художественные выставки, иллюстрировал тувинские учебники, книги, выявлял одарённых юных художников и народных умельцев-камнерезов.
В середине 80-х Василий Фадеевич вернулся на родную Рязанщину. Работал в Доме творчества «Академическая дача». Много времени проводил со своей семьёй в загородном доме (в селе Засечье). Ещё не раз приезжал в Туву, скучая по своей второй родине. Своим любимым делом — живописью занимался до самой смерти.
Осенью 1990 г. его сбил автомобиль.

## Творчество

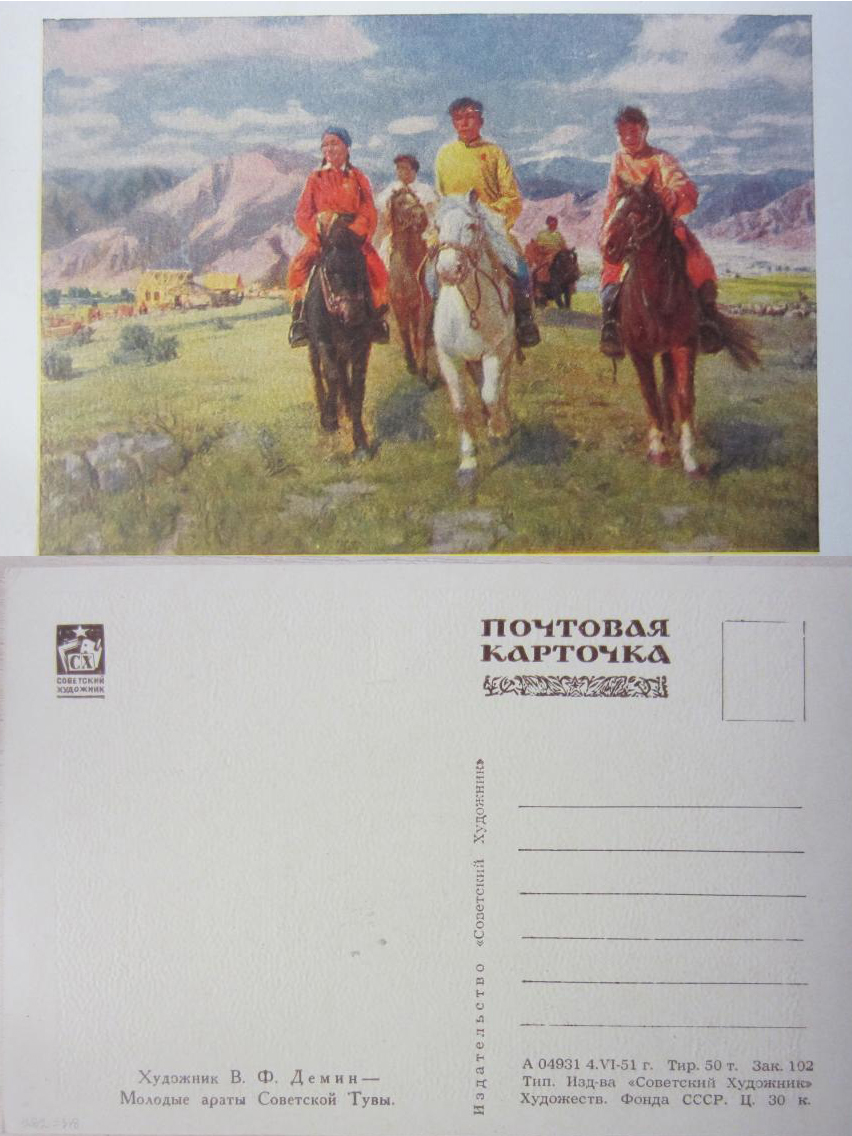
Открытка с изображением картины Демина В. Ф. „Молодые араты Советской Тувы“ 1951 г.

Пребывая в республике Тува, Василий Фадеевич с первых дней был очарован красотой разнообразных ландшафтов, богатством цветовой гаммы пейзажей, заинтересован характерными типажами коренных жителей Тувы. Он пишет ряд живописных произведений, в которых предстаёт как тонкий колорит и наблюдательный психолог в передаче разнообразных человеческих образов, — будь-то портрет писателя Степана Сарыг-оола, художника Всеволода Тас-оола, арата Кара-Муге, тувинки с багульником, камнереза Монгуша Черзи и других.
Василий Фадеевич является свидетелем вхождения республики в состав Советского Союза в 1944 году. Как гражданин большого Советского государства и житель Тувинской автономной области РСФСР осознавая значимость этого великого события, он впервые создал сложную многофигурную композицию „Народный Хурал“. Обсуждение Декларации о вхождении ТНР в состав СССР», 1948 год. Круговая композиция изображает собрание аратов под открытым небом среди юрт на фоне синеющих гор. Светлый солнечный день, ярко звучащие краски, обилие красных оттенков придают картине радостное состояние народного праздника.
Особое место в творчестве Василия Дёмина занимают его монументальные работы, дополняющие градостроительный облик Кызыла. Для памятника красным партизанам, погибшим в Белоцарском бою в 1919 году, он лепит и отливает из бетона скульптурный рельеф, изображающий группу вооружённых русских революционеров. Василий Фадеевич является автором проекта обелиска «Центр Азии», сооружённого к 20-летию Советской Тувы в 1964 году. Примечательны его натюрморт «Черемуха», небольшая этюдная картина «Молотьба хлеба военного урожая», достоверный пейзаж «Наводнение в Кызыле 1945 года», большое историческое полотно «Кызыл в 1941 году» и много других, наполненных яркими красками и лёгкими быстрыми мазками его богатой цветовой палитры. На одном из его этюдов 1941 года запечатлён самолёт на зелёном поле аэродрома на окраине Кызыла, на другом — центральная улица в Кызыле. Привлекают его внимание характерные местные достопримечательности. Непосредственными этюдами с натуры являются первые портреты, созданные в начале 1940-х годов в Туве. Среди них — «Тувинка с багульником» (1942), изображающий молодую смуглолицую тувинку с огромным букетом нежных сиренево-розовых цветов.
Образ своего ученика — молодого тувинского художника — с большой психологической тонкостью, душевным тактом и реалистической правдивостью раскрыл в портрете художника В. Л. Тас-оола (1943). Скромный тувинский юноша изображён в синем рабочем халате с палитрой и кистями в руках. Подчёркнуты гордая распрямленность его фигуры, волевая собранность, серьёзность, ясность и доверчивость в выражении лица.
Василий Фадеевич участвовал в выпусках тувинских марок. Он не был специалистом по их изготовлению, и работа давалось ему с трудом. Однако, будучи талантливым художником, он с поставленной задачей справился с честью. Сейчас они имеют большую филателистическую ценность и «Охоту» за этими марками ведут во всем мире.
Часть работ Дёмина Василия Фадеевича находится в Национальном музее Республики Тыва. По ним можно проследить историю республики с конца тридцатых годов XX века.
Картина Дёмина «Молодые араты Советской Тувы» вошла в иллюстрации раздела о Тувинской Автономной Советской Социалистической Республике Большой советской энциклопедии и печаталась на открытках. Само произведение находится в Москве в Государственном музее искусства народов Востока.

## Награды и звания
- Народный художник Тувинской АССР (1962)[6]
- Заслуженный деятель литературы и искусства Тувинской АССР (1963)

## Основные выставки
Дёмин В. Ф. — участник больших региональных, всероссийских и всесоюзных выставок с 1941 года. Вместе с красноярскими художниками он ездил по многим районам Тувы и создавал ряд крупных творений пейзажного жанра, наполненных величественностью и суровостью — первозданной красотой.
1. Художественная выставка «30 лет советских вооруженных сил. 1918—1948», Москва, 1948.[7]
2. 9-я краевая художественная выставка, посвященная 100-летию со дня рождения В. И. Сурикова, Красноярск, 1948.[8]
3. 10-я краевая художественная выставка, Красноярск, 1949—1950.[9]
4. Всесоюзная художественная выставка, Москва, 1950.[10][11]
5. Выставка местных художников — «Тувинская правда», Кызыл. 1954.[12]
6. 12-я краевая художественная выставка, Красноярск, 1955.[13]
7. Выставка произведений художников Сибири и Дальнего Востока, Иркутск, 1956—1957.[14]
8. 13-я краевая художественная выставка, Красноярск, 1957.[15]
9. Областная выставка художников — «Тувинская правда», Кызыл, 1957.[16]
10. Тувинская республиканская выставка работ художников и мастеров прикладного искусства, посвящённая 50-летию Великого Октября, Кызыл, 1967.
11. Республиканская выставка работ художников и мастеров прикладного искусства, посвящённая 50-летию Ленинского комсомола, Кызыл, 1968.
12. Выставка произведений художников Тувинской АССР, Кызыл, 1969.
13. Выставка произведений художников автономных республик РСФСР, Москва, 1971.
14. Художники Урала, Сибири, Дальнего Востока, Москва, 1971.

## Основные произведения[17][18]

### Живопись
1. Дом ОК ВВП(б). 1941 г. Х., м. 74х145.
2. Федя Туренко. 1941 г. Х., м. 20х15.
3. Отделочная мастерская Кызыла. 1941 г. Х., м. 45х50.
4. Прибытие в ТНР тов. Бадаева. 1941 г. Х., м. 60х80.
5. Тувинка с багульником. 1942 г. Х., м. 69х82.
6. Аратка в национальном костюме. 1942 г. К., м. 77х55.
7. Молотьба хлеба военного урожая 1942 г. Х., м. 60х80.
8. Портрет С. К. Тока. 1942 Х., м. 80х92.
9. Скотовод орденоносец Аван-оол. 1942 г. Х., м.
10. Скотовод орденоносец Ынаажик. 1942 г. Х., м. 32х45.
11. Лыжи фронту. 1942 г. К., м. 70х40.
12. Портрет орденоносца Котовщикова из совхоза «Красный партизан». 1942 г. Х., м. 45х50.
13. Лётчик орденоносец ТНР товарищ Хунан-оол. 1942 г. Х., м. 70х94.
14. Арат Кара-Муге. 1943 г. Х., м. 52х45.
15. Голова старого арата. 1943 г. Х., м. 49х60.
16. Лама. 1943 г. К., м. 70х78.
17. Тувинские дети. 1943 г. Х., м. 54х70.
18. Лесозавод. 1943 г. Х., м. 170х340.
19. Портрет аратки. 1943 г. К., м. 55х77.
20. Портрет художника Тас-оола. 1943 г. Х., м. 69х89.
21. В саду. 1943 г. Х., м. 32х56.
22. Скот на пастбище. 1943 г. К., м. 70х104.
23. Черёмуха. 1944 г. Х., м. 70х90.
24. Портрет фронтовика — добровольца Лама Тюлюш Шомбуловича. 1944 г. К., м. 51х68.
25. Портрет учителя Кунууна Н. Л. 1944 г. К., м. 38х46.
26. Портрет писателя С. Сарыг-оола. 1944 г. Х., м. 90х80.
27. Портрет фронтовика — добровольца Ховалыг Бичен Терек-ооловны. 1944 г. К., м. 42х44.
28. На колхозных полях Тувы. 1944 г. Х., м. 138х200.
29. Наводнение в Кызыле. 1945 г. К., м. 21х55.
30. Наводнение. 1945 г. К., м. 21х76.
31. Ранняя весна. 1945 г. Х., м. 14х35.
32. Ледоход на Енисее. 1945 г. К., м. 24х34.
33. Протока в Кызыле. 1945 г. К., м. 32х39.
34. Наводнение. 1945 г. К., м. 22х83.
35. Портрет молодого арата. 1945 г. Х., м. 45х52.
36. Портрет Луки Никитовича Шумова. 1945 г. К., м. 30х40.
37. Портрет С. К. Кочетова. 1946 г. К., м. 50х70.
38. Токующий глухарь. 1946 г. Х., м.
39. Озеро в горах. 1947 г. Х., м. 38х55.
40. На колхозных полях Тувы. 1948 г. Х., м. 124х192.
41. Народный хурал. Обсуждение Декларации о добровольном вхождении ТНР в состав СССР. 1948 г. Х., м. 197х112.
42. Старый Кызыл. 1948 г. Х., м. 50х70.
43. Портрет Героя Социалистического Труда Парынмаа. 1950 г. Х., м. 90х108.
44. Портрет Героя Социалистического Труда Суровцева Н. М. 1950 г. Х., м. 90х108.
45. Портрет Героя Социалистического Труда Иванова С. Г. 1950 г. Х., м. 90х108.
46. Портрет Героя Социалистического Труда Зайцева. 1950 г. Х., м. 90х108.
47. Цветы. 1950 г. Х., м. 79х88.
48. Портрет Героя Социалистического Труда Ковалева. 1950 г. Х., м. 80х110.
49. Портрет арата в национальном костюме. 1954 г. Х., м. 70х82.
50. Осенний букет. 1954 г. Х., м. 73х80.
51. Высокогорье в Саянах. 1954 г. Х., м. 70х198.
52. У слияния Енисея. Осень. 1954 г. Х., м. 140х50.
53. Тоджа в прошлом и настоящем. Панно. 1954 г. Х., м. 300х400.
54. Голова старого арата. 1955 г. Х., м. 49х60.
55. Пейзаж в саду. 1955 г. Х., м. 22х39.
56. Заседание Президиума Верховного Совета СССР в связи с вхождением Тувы в состав Советского Союза. 1956 г. Х., м. 150х235.
57. Строительство паротурбинной электростанции. 1957 г. Х., м. 85х194.
58. Дорога в Саянах. 1957 г. Х., м. 70х140.
59. Высокогорье. Хребет Таскыл. 1958 г. Х., м. 70х160.
60. Осень. Лесостепь. 1958 г. Х., м. 80х150.
61. Зелёные восходы. 1958 г. Х., м. 70х116.
62. Первые всходы на полях колхоза «Свобода труда». 1959 г. Х., м. 180х90.
63. Портрет художника Д. И. Каратанова. 1960 г. Х., м. 100х80.
64. Цветы Ушбельдыра. 1960 г. Х., м. 90х100.
65. Ранняя весна. 1961 г. Х., м. 15х37.
66. Кызыл строится. 1961 г. Х., м. 180х150.
67. Строительство комбината «Тувакобальт». 1963 г. Х., м. 100х239.
68. Портрет Оюна Курседи. 1963 г. Х., м. 95х77.
69. Весна в Саянах. 1964 г. Х., м. 64х133.
70. Натюрморт с овощами. 1967 г. Х., м. 70х95.
71. Портрет генерала Шпагина. 1967 г. К., м. 50х60.
72. Портрет Танова Седип-оола — первого полномочного представителя ТНР, почётного гражданина г. Кызыл. 1967 г. Х., м. 93х120.
73. Стройка в горах. 1968 г. Х., м. 83х148.
74. Черёмуха. 1969 г. Х., м. 85х100.
75. Зелёные всходы. 1971 г. Х., м. 75х120.
76. Зимний этюд. 1980 г. К., м. 40х60.
77. Весенний этюд. 1980 г. К., м. 40х50.
78. Золотая осень. Этюд. 1980 г. К., м. 35х30.
79. Река Проня. 1981 г. К., м. 20х30.
80. Дом в Засечье. 1981 г. К., м. 35х50.
81. Дары Нечерноземья. 1982 г. Х., м. 130х200.
82. В мире безмолвия. 1982 г. К., м. 30х40.
83. Осень на реке Проня. 1982 г. К., м. 25х30.
84. Деревня Засечье. 1982 г. К., м. 25х35.
85. В мастерской художника. Натюрморт. 1982 г. Х., м. 120х200.
86. Осень на рязанской земле. 1982 г. К., м. 15х35.
87. Весенние всходы. Х., м. 70х100.
88. Весна (этюд). Х., м. 60х80.
89. Генерал-майор авиации Шпагин В. Ф. К., м. 50х40.
90. Кызыл. Х., м. 82х69.
91. На просторах Хемчика. Х., м. 90х120.
92. Обсуждение декларации. Х., м. 200х150.
93. Портрет А. Шумова (сын). Х., м. 45х70.

### Графика
1. Араты и аратки, колхозники и колхозници, трудящиеся единоличники! Полностью выполним план развития животноводства 1942 года!. 1942 г. Плакат. 97х69.
2. Портрет Сенденма из Улуг-Хема. 1942 г. Б., кар. 18х17.
3. Портрет Листковой Анны Агаповны. 1942 г. Б., кар. 33х25.
4. Председатель сельского Совета тов. Зубов Е. Г. 1942 г. Б., кар. 33х34.
5. Портрет орденоносца Безрученко Анны Николаевны. 1942 г. Б., кар. 33х25.
6. Портрет Потылициной Анны Георгиевны — фрезеровщицы ремзавода. 1944 г. Б., кар. 35х28.
7. Портрет Надежды (Севил) Матвеевны Даваа. 1944 г. Б., кар. 41х30.
8. Портрет Черкашиной Нисы Андрияновны — масленщика лесозавода. 1944 г. Б., кар. 34х28.
9. Портрет Сластеновой Матрены Матвеевны — электросварщика рамзавода. 1944 г. Б., кар. 36х29.
10. Портрет Мальцевой Антонины Дмитриевны — гостипография. 1944 г. Б., кар. 35х28.
11. Портрет Торлук — токарь. 1944 г. Б., кар. 35х28.
12. Портрет Корневой Аксиньи Осиповны — маляра лесозавода. 1944 г. Б., кар. 35х29.
13. Портрет Пупышевой Елены Васильевны из гостипографии — маляра лесозавода. 1944 г. Б., кар. 35х28.
14. Портрет Степановой Лидии Владимировны — бригадира-станочника лесозавода. 1944 г. Б., кар. 35х28.
15. Портрет Кыргыс Сана из гостипографии — маляра лесозавода. 1944 г. Б., кар. 35х28.
16. Портрет Барановой Клавдии Ивановны — работницы пошивочного комбината. 1944 г. Б., кар. 35х28.
17. Портрет Хады — работницы пошивочного комбината. 1944 г. Б., кар. 35х28.
18. Портрет Подставневой Елизаветы Павловны — медика ремзавода за сборкой радиатора к трактору. 1944 г. Б., кар. 35х28.
19. Портрет Трухановой ВАсилисы Афанасьевны — литейщицы ремзавода. 1944 г. Б., кар. 35х28.
20. Портрет Коваленко Ксении Васильевны — медика ремзавода. 1944 г. Б., кар. 35х29.
21. Портрет делегатки первого совещания передовиков животноводства Чананай из Улуг-Хема. 1944 г. Б., кар. 30х26.
22. Портрет Патрушевой Александры Харитоновой — маляра лесозавода. 1944 г. Б., кар. 35х28.
23. Портрет Завьяловой Аси — машиниста лесозавода. 1944 г. Б., кар. 35х28.
24. Портрет Пора — столяра лесозавода. 1944 г. Б., кар. 35х28.
25. Портрет Алексеенко Агафьи Ефремовны. 1945 г. Б., кар. 33х25.
26. Плакаты Отечественной войны 1941-45 гг. (На русском и тувинском языках).
27. Охотники ТНР. 1967 г. Б., гуашь. 70х50.
28. Все для фронта — Все для Победы. Б., линограв. 70х40.
29. Все — в ряды добровольцев. Б., линограв. 80х60.
30. Дадим для Красной Армии 10.000 пар лыж! Б., линограв. 80х60.
31. Навеки вместе. Б., линограв. 70х50.
32. Пошлем 3-й эшелон подарков для героической Красной Армии в честь 25-й годовщины Великой Октябрьской Социалистической революции. Б., линограв. 60х40.
33. Рыбаки. Б., линограв. 70х80.
34. Трудящихся ТНР! Организованной подпиской на 2-й госзаем укрепим тыл героической Красной Армии! Б., линограв. 50х70.
35. Чем ты помог фронту? Б., линограв. 80х60.
36. Техниктиг чагларны чыырын калбартыылыныр!. Плакат 60х45.

### Память
В честь Демина В. Ф. названа одна из улиц(51°41′23″ с. ш. 94°25′06″ в. д.) в городе Кызыл.